# Chiesa dei Santi Bartolomeo e Bernardino
La chiesa dei Santi Bartolomeo e Bernardino è la parrocchiale di Ubiale Clanezzo, in provincia e diocesi di Bergamo, fa parte del vicariato di Brembilla-Zogno.

## Storia
La prima citazione di un edificio di culto in località Ubiale, risale al 1360, citato nel Nota ecclesiarum, elenco voluto da Bernabò Visconti che indicava quali erano i tributi imposti e versati dalle chiese di Bergamo alla famiglia Visconti di Milano e alla chiesa di Roma.
La chiesa fu visitata da san Carlo Borromeo nell'autunno del 1575, e dalla relazione si desume che la chiesa non aveva il titolo di parrocchia ma era sussidiaria ecclesia Sancti Bartholomei loci de Ubiallo e si trovava sul territorio di Ubiale. L'edificio fu ricostruito completamente nel 1738 con diritto di parrocchialità nel 1775 dopo lo smembramento dalla chiesa di San Giacomo di Sedrina. Il documento non indica a quanto ammontasse il beneficio della chiesa ma che vi era eletto un sacerdote mercenario dominus presbiter Iohannes de Carabollis rector che aveva diritto alla rendita di 20 lire.
Nel 1900 la chiesa fu consacrata dal vescovo Gaetano Camillo Guindani che la intitolò anche a san Bernardino, domando le reliquie dei santi Alessandro di Bergamo, Bartolomeo Fermo e Rustico che furono sigillate nella nuova mensa dell'altare maggiore.
Il Novecento vide la realizzazione di opere decorative all'interno dell'aula e l'elevazione della torre campanaria con la posa della cipolla ottagonale.
Contrariamente alla chiesa di San Gottardo della frazione di Clanezzo che è inserita nel vicariato di Almenno-Ponteranica-Villa d'Almè, la chiesa dove è collocata la sede comunale delle due località, unite in un comune unico solo nel 7 aprile 1797, è stata inserita dal vescovo Giulio Oggioni con decreto del 7 maggio 1979 nel vicariato di Brembilla-Zogno.

## Descrizione

### Esterno
L'edificio, preceduto dall'ampio sagrato con pavimentazione in sanpietrini di porfido, si presenta con l'orientamento liturgico a sud. La facciata è intonacata e si sviluppa con una sezione centrale tripartita da quattro coppie di lesene, complete di alta zoccolatura in pietra che percorre poi tutta la chiesa. Le lesene terminano con i capitelli che reggono la trabeazione completa di timpano triangolare. Le due sezioni laterali sono di misura inferiore, complete di lesene e contro-lesene che raggiungono l'altezza del cornicione del corpo centrale.; queste parti hanno due oculi che portano luce alle navate. Nella parte centrale è presente il portale con paraste in pietra terminante con il timpano triangolare. Nella parte superiore vi è un'apertura sfondata priva di contorno.

### Interno
L'interno si sviluppa su tre navate unite da lesene collegate alle arcate. Le lesene in stucco lucido sono complete di zoccolatura e capitelli d'ordine corinzio. La seconda navata si collega al presbiterio dall'altare del Sacro Cuore e corrispondente quello dedicato alla Madonna del Santissimo Rosario. La zona presbiteriale a pianta rettangolare è preceduta da tre gradini in pietra precedente il presbiterio e ha la copertura a tazza. Il catino absidale presenta la copertura voltata. La chiesa conserva il dipinto di Vincenzo Angelo Orelli raffigurante la sacra conversazione Maria con i due santi patroni.